# Щеголёнок, Василий Петрович
Васи́лий Петро́вич Щеголёнок (Щеголёнков; 15 апреля 1817, Боярщина, Олонецкая губерния — 20 ноября 1894, Боярщина, Олонецкая губерния) — олонецкий крестьянин, один из выдающихся сказителей русских былин.

## Биография
Василий Щеголёнок родился в деревне Боярщина Кижской волости Петрозаводского уезда Олонецкой губернии. Кроме земледелия занимался сапожным мастерством.
По словам Гильфердинга, познакомившегося с Щеголёнком в 1871 году, сказитель приобрел склонность к пению былин ещё в малолетстве, под влиянием своего деда и в особенности дяди Тимофея, который, будучи безногим и неспособным к крестьянскому хозяйству, занимаясь ремонтом и изготовлением обуви — исполнял русские былины. Переняв ремесло сапожника от дяди, Щеголёнок от него же научился большей части былин своего репертуара. Щеголёнок обладал феноменальной памятью, записанные от него варианты признаются лучшими. Сам он не знал грамоты, но любил ходить по монастырям и слушать божественные книги, что отразилось и в тоне его рассказов.
Исторический рассказ Щеголёнка о князе Юрике-Новосёле записан Барсовым («Голос», 1879, № 130). Несколько былин воспроизведено со слов Щеголёнка Павлом Рыбниковым, Орестом Миллером, Гильфердингом («Онежские былины», т. II, 615—636 и «Сборник отделения русского языка и словесности Академии наук», т. LX, 287—363).
Былинам о Садко и Добрыне, Илье Муромце, Чуриле, Хотене Блудовиче, Дунае Ивановиче, песням о царе Иване Грозном и о птицах, записанным со слов Щеголёнка, многие фольклористы XIX века отдавали предпочтение перед вариантами остальных сказителей. Гильфердинг делает такую характеристику его пения: «Поет он былины негромким, но довольно приятным, хотя уже старческим, голосом, соединяя, впрочем, часто в одну былину разнородные предметы и не придерживаясь определенного размера».
Осенью 1871 года Щеголёнок выступал с пением былин в Санкт-Петербурге. Во II томе «Онежских былин» помещен портрет Щеголёнка, снятый во время пребывания его в столице Российской империи. В 1873 и 1879 выступал в Москве, где его записывал П. А. Бессонов.
В марте 1879 года, в Москве, Василий Петрович познакомился с Львом Толстым и в том-же году, по его приглашению приехал в Ясную Поляну, где пробыл около месяца. Щеголёнок исполнил Толстому множество народных сказаний и былин, из которых более двадцати были записаны Толстым, а сюжеты некоторых, Толстой, если и не записал на бумагу, то запомнил (эти записи печатаются в т. XLVIII Юбилейного издания сочинений Толстого). Шесть написанных Толстым произведений имеют источником легенды и рассказы Щеголёнка (1881 — «Чем люди живы», 1885 — «Два старика» и «Три старца», 1905 — «Корней Васильев» и «Молитва», 1907 — «Старик в церкви»). Помимо этого, граф Толстой усердно записал много поговорок, пословиц, отдельных выражений и слов, рассказанных Щеголёнком.
Напевы с голоса Щеголёнка записали композиторы Римский-Корсаков, Балакирев, Бородин. Портреты сказителя создали Илья Репин и Василий Поленов.
Похоронен В. П. Щеголёнок на кладбище Кижского погоста.